# كريستوفر رن
كريستوفر رن (بالإنجليزية: Christopher Wren)‏؛ (20 أكتوبر 1632 - 25 فبراير 1723)، مهندس معماري إنجليزي.

## حياته
وُلد رن في قرية نويل الشرقية في مقاطعة ويلتشير. كانت اهتماماته الأولية وتدريباته تقتصر على العلوم والرياضيات، كما درس بمدرسة وستمنستر في لندن بين عامي 1641 و1646، حيث كان الشاعر جون درايدن والفيلسوف جون لوك زملاء دراسته. حصل رن على شهادة البكالوريوس في الآداب من جامعة أكسفورد عام 1651 وشهادة الماجستير من الجامعة نفسها عام 1653. ودرس رن أيضاً علم التشريح وعلم وظائف الأعضاء وأعد نماذج تبيّن كيف تعمل العضلات. عين رن عام 1657 أستاذاً لعلم الفلك في كلية غريشام في لندن. وأصبحت محاضراته باللغات اللاتينية والإنجليزية حديث الجميع، مما ساعد على اتّساع شهرته بين العلماء الأوروبيين.

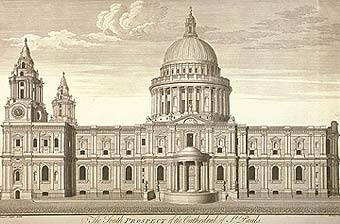
Wren's cathedral as built.

عين الملك تشارلز الثاني عام 1661 رن في منصب معماري مهم هو مساعد مدير عام المساحة. وقد جذب رن الانتباه بمشروعه لترميم مسرح الشيلدنيان في أكسفورد. ولا يشبه رن أمثاله من المعماريين الإنجليز المعاصرين له، حيث إنه لم يذهب أبداً إلى إيطاليا ليكتسب معرفة مباشرة بالمعمار الكلاسيكي. ولكنه زار فرنسا عام 1665 وأثر ما شاهده هناك من هندسة معمارية في أعماله.

## سيرته

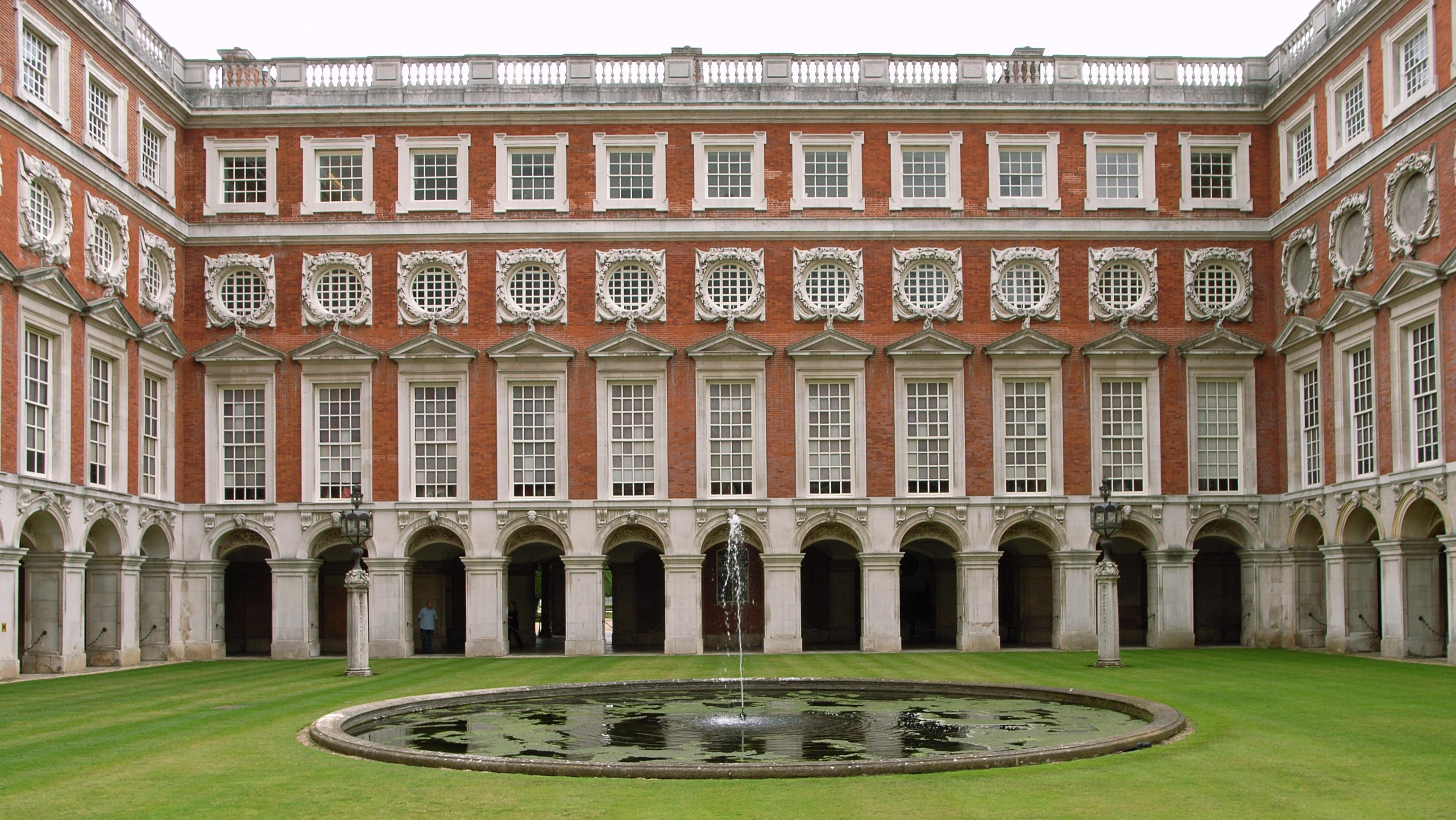
Hampton Court (1689–1702) by Wren

كان رن أحد الأعضاء المؤسسين للجمعية الملكية عام 1660، كما شغل منصب رئيس الجمعية الملكية بين عامي 1680 و 1682. وحسب سيرة حياته التي كتبها ابنه فقد كان رن مسؤولاً عن 53 اختراعاً وتجربة ونظرية.

## روابط خارجية
- كريستوفر رن على موقع الموسوعة البريطانية (الإنجليزية)
- كريستوفر رن على موقع إن إن دي بي (الإنجليزية)